# Historia Naturalis Brasiliae
Historia Naturalis Brasiliae (em português:  História Natural do Brasil), escrito originalmente em latim, é o primeiro livro médico que trata do Brasil, publicado em 1648, de autoria do holandês Guilherme Piso, em que este se utiliza, ainda, de observações feitas pelos alemães George Marcgraf e H. Gralitzio, e ainda de João de Laet. A obra consta de volume único, medindo no original, 40 centímetros de altura, e seu título completo, com subtítulo, é: "Historia naturalis Brasiliae … : in qua non tantum plantae et animalia, sed et indigenarum morbi, ingenia et mores describuntur et iconibus supra quingentas illustrantur". Foi editado, como consta de seu frontispício, em: Lugdun. Batavorum : Apud Franciscum Hackium ; et Amstelodami: Apud Lud. Elzevirium - nome latino da editora, ainda existente, Elsevier. Embora trate a todo momento do Brasil, os autores se referem à faixa litorânea do Nordeste, então ocupada pela Companhia Holandesa das Índias Ocidentais. A obra foi dedicada ao Conde Maurício de Nassau.
Sobre o trabalho de Piso, registrou o médico e pesquisador brasileiro, Juliano Moreira: "Esta obra, evidentemente magistral, reexaminada com afinco, evidencia, a cada perquirição, excelências novas e, por isso, ainda é hoje uma das mais lídimas glórias da literatura médica holandesa. A Piso, devemos uma descrição exata e minudente, das  endemias então reinantes no Brasil, e dos meios de tratá-las. Observou a bouba, o tétano, paralisias várias, a disenteria, a hemeralopia, o maculo. Descreveu a ipeca e sua qualidade emeto-catártica, das quais já se utilizavam os aborígenes, muito antes do célebre médico Adriano Helvetius, avô do notável filósofo francês Cláudio Adriano Helvetius, haver recebido de Luís XIV, mil luíses de ouro, títulos e honrarias, por haver descoberto exatamente aquelas mesmas virtudes terapêuticas. De 1688, data o Tratado de Helvetius intitulado Reméde contre le cours du ventre."
A obra foi vertida para o português em duas edições separadas pela Companhia Editora Nacional - ambas prefaciadas por Afonso de E. Taunay - em 1942 e em 1948. Ficou o primeiro livro, na parte de Georg Marcgraf da obra, com tradução feita por José Procópio de Magalhães, e a segunda, traduzida por Alexandre Correia, dedicada ao trabalho de Guilherme Piso; esta última dedicada ao cinquentenário do Museu Paulista, e coincidente com o terceiro centenário da primeira publicação.

## Missão ao Brasil

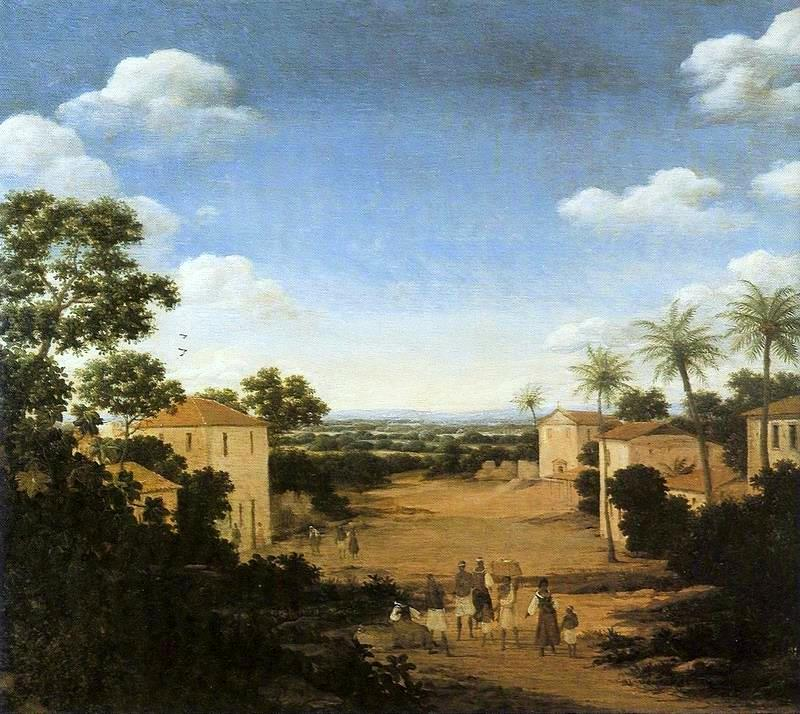
Paisagem do Brasil Holandês, por Frans Post.

Guilherme Piso, filho de um músico, que chegou a frequentar o curso médico e não o concluiu, estudara medicina em Leida (sua cidade natal) e depois em Caen, onde formou-se aos 22 anos de idade. Mudou-se para Amsterdã em 1633. Não integrava a missão nassoviana ao Brasil - como observou Juliano Moreira: as atas da Companhia das Índias de 1636, não citam o seu nome; com Nassau viera o médico Willem Van Milaenen, que morrera logo após a chegada. Moreira informa ainda que, "em carta datada de 25 de agosto de 1637, o conselho administrativo em Pernambuco pedia que lhe fosse enviado, o mais breve possível, outro médico hábil e experimentado." Foi somente após isso que Piso saiu da Holanda, numa data que não pode ser precisada - contando ele com 26 ou 27 anos.

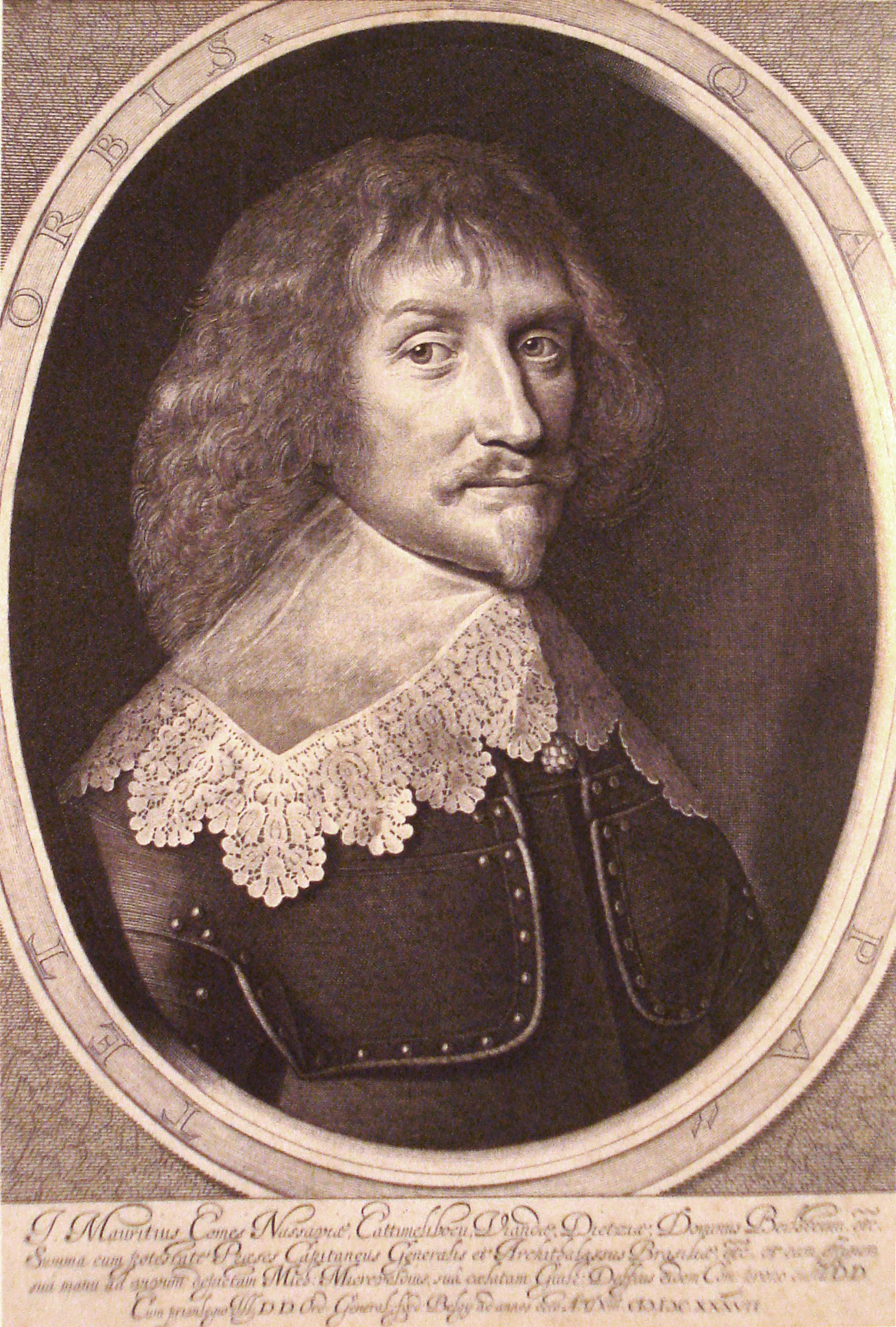
O conde Maurício de Nassau, que trouxe a primeira missão exclusivamente científica à América.

A pretensão do nobre holandês era levar a termo o conhecimento técnico da colônia brasileira. A respeito disto Juliano Moreira escreveu: "...não só de lucros pecuniários para a Companhia das Índias Ocidentais cogitava o conde João Maurício. A tão magnânimo governador, deve o Brasil a vinda às suas plagas setentrionais, de uma plêiade de homens do mais evidente valor." Deste modo, Piso viu-se chefiando a primeira missão exclusivamente científica europeia no Novo Mundo. Possivelmente viera junto ao botânico Marcgraf e ao astrônomo Henrique Chalitz (que, porém, morreu durante a viagem, aos 30 anos). De sua permanência no Brasil Holandês, colheu Piso as informações para o De Medicina Brasiliensi, a primeira parte da Historia Naturalis, e Marcgraf, o material do seu Historiæ Rerum Naturalium Brasiliæ, segunda parte da obra.
O nome de Piso ficaria associado ao de Marcgraf, assim como o de Martius liga-se ao de Spix. Voltou à Holanda em 1645 junto a Nassau, de quem continuou amigo - embora algumas versões antigas dessem conta de que o médico particular do conde com este, se desentendera ainda no Brasil (a exemplo de Frei Manuel do Salvador, na obra Valeroso Lucideno). De volta à pátria, tornou a matricular-se no curso médico em Leida, a fim de inteirar-se das novidades científicas ocorridas durante sua estada brasileira. Marcgraf morrera em Angola, em 1644, antes da publicação da obra.
Ainda no Brasil, ocorre a dissensão entre Piso e Marcgraf. Este último tornara-se ligado diretamente a Nassau, em 1641, e não mais um subordinado daquele. O botânico, então, passa a registrar suas anotações por meio de um sistema de criptografia particular, cuja chave provavelmente, deixou sob a guarda de Nassau; biógrafos associam este sistema justamente à preocupação de que Piso usasse indevidamente sua produção intelectual - posto ser Piso "ainda pior zoólogo do que botânico", como disse Gudger.
A disputa, mesmo após a morte de Marcgraf, resultaria em duas edições da obra, e acusações de plágio a Piso, como se verá adiante.

## Primeiras edições: disputas
A obra teve uma primeira edição, na qual não tomou parte Guilherme Piso, e foi dirigida por João de Laet. Desagradando-se desta, Piso promoveu, dez anos depois da primeira, uma segunda edição, com novo título, mas que revelou-se um trabalho inferior ao primeiro.
A disputa entre Marcgraf e Piso restara ainda sem o devido esclarecimento. Mesmo em enciclopédias posteriores, como a Rees's Cyclopaedia de 1819, consignava que não estava claro qual deles era o superior e o subordinado.
Segundo Alfredo de Carvalho, (em domínio público):
"Piso, sobrecarregado de trabalhos, confiou a empresa de por em ordem os originais de Marcgraf a João de Laet. Este, por sua vez,  entregou os papeis relativos à Astronomia e à Geodésia a Golius.
Mas, à organização e classificação dos manuscritos se opunha quase invencível dificuldade a cifra composta por Marcgraf, precavidamente em época de tamanha pilhagem de trabalho intelectual.
A grande custo, logrou o editor descobrir a chave do sistema criptográfico e traduzir as notas do cauteloso sábio; estando, porém, escritas em pequenas folhas de papel, sem numeração, não foi menos penoso o trabalho de coordená-las.
Conseguindo isto, e havendo também Piso fornecido o seu contingente, pôde enfim, em 1648, aparecer o livro, em volume "in-fólio".
Conquanto no título figurem os nomes de Piso, Marcgraf e Laet, já o notou Driesen (o biógrafo de Maurício de Nassau) foi Marcgraf sempre considerado o principal autor e sob o seu nome é citado o livro.
Em 1658, Piso, acusando Laet de precipitação e desleixo, promoveu segunda edição da obra que, entretanto, no conteúdo e na forma, difere da primeira a ponto de ser reputada livro novo.
Ambas as publicações encerram, contudo, a súmula, completa e fidedigna, dos produtos naturais do Brasil, e as sua importância científica subiu de vulto com o fato de, nos cento e sessenta anos seguintes, não ter mais aparecido nenhum outro trabalho similar. Igualmente abrangem a quase totalidade dos estudos de Marcgraf até hoje dados à luz." 

### Edição de João de Laet
Informa Taunay, que o príncipe João Mauricio de Nassau enviara a João (ou Johannes) de Laet, os originais tanto de Piso quanto de Marcgraf. Antes mesmo de sua partida, confiara Nassau a Laet e a Alberto Conrado Burg sua intenção em trazer ao Brasil uma missão de fins científicos.
Carvalho adiciona que "parece duvidoso, por vários motivos, que Piso haja tomado muita parte no preparo da edição da "História Natural do Brasil", em 1648. Declara Lichtenstein que na ausência dele, Piso acompanhara Laet a impressão de toda a obra. Haja ou não colaborado em tal trabalho, descontentou-se Piso, e muito como sabemos, acusando João de Laet de fazer obra apressada e descuidada."
De Laet também recebeu manuscritos de Marcgraf que estavam em um seu baú, além daqueles remetidos por Nassau. Sobre isto, consignou: "Tendo-me sido entregues assim imperfeitos e desordenados os seus comentários, pelo ilustre conde João Maurício (com cujo auxílio, favor e gastos isto havia feito), de modo imediato surgiu não pequena dificuldade, pois o autor, temendo que alguém lhe vindicasse os trabalhos, se por acaso algo lhe sucedesse antes de poder dá-los à luz pública, escreveu grande parte dos mesmos, e o que era de mais importância, com certos sinais por ele inventados, que primeiramente deveriam ser interpretados e transcritos, conforme um alfabeto deixado em segredo (...)"
Apesar da acusação de descuido feita por Piso, Françozo acentua que a participação de De Laet foi além do material enviado. Era ele diretor da Companhia das Índias Ocidentais, e já publicara em 1625, o livro Niuewe Werelt ofte beschrijvinghe van West-Indien ("O Novo Mundo ou descrição das Índias Ocidentais"). Seu próprio relato na parte da obra de Marcgraf, diz que mandara produzir desenhos para ilustrar as descrições sem os mesmos, a partir de exemplares secos contidos no acervo do botânico e, ainda, a partir de exemplares que mandara providenciar para tal fim.

### A "segunda edição" de Piso

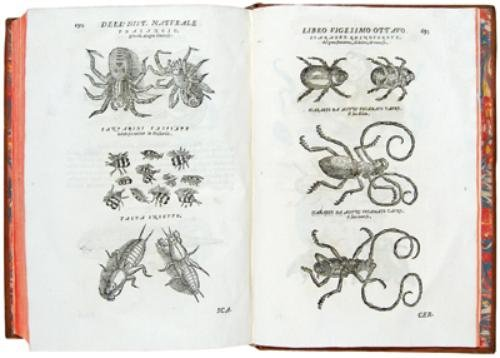
Exemplar da edição De India Utriusque....

Insatisfeito, como se disse, da edição levada a termo por De Laet, Piso prepara uma segunda, dez anos mais tarde.
Em 1658 publica, assim, o seu De India utriusque re naturali et medica - objetivando melhorar a obra anterior, anexando ali o Tractatus Topographicus de Marcgraf  e colaboração de Jacobus Bontius, de quem se tornara amigo ainda durante os anos de estudo na faculdade. Mesclou o trabalho do Historia Naturalis Brasiliae às suas próprias anotações das ervas medicinais, e adicionou capítulos sobre uma certa Mantissa aromatica que lhe valeram o epíteto de "supersticioso", na verdade uma reedição de obra do tio de sua esposa, sobre a qual Juliano Moreira é taxativo: "Bem dispensável, aliás, seria a reedição de tal livro..."
E. W. Gudger, biógrafo de Margraf, sobre esta edição, opinou: "Não somente não se trata da melhoria do trabalho de Marcgraf, como ainda, e em vários pontos, é-lhe incontestavelmente inferior (...) Segundo parece,  não conseguiu ele obter os desenhos originais a serem então descritos, aqueles que haviam sido a fonte das ilustrações da primeira edição. Assim se apresentam copiados da edição de 1648, ou inspirados por descrições, mal colocadas no texto, ou inteiramente omitidas do dizer de Lichtenstein. Em suma, tal edição pouco ou mesmo nada, acresce ao renome de Piso".
Já alvo de acusações de plagiar o trabalho de Marcgraf, Piso consigna, na página 107, uma mensagem onde expressa: "Certas figuras e anotações emprestei-as ao meu ótimo e diligentíssimo companheiro Marcgraf, resultantes de observações feitas em nossas viagens. E isto quero advertir, não vá algum malévolo murmurar que ilustrei os meus escritos com figuras alheias furtadas".

## Conteúdo

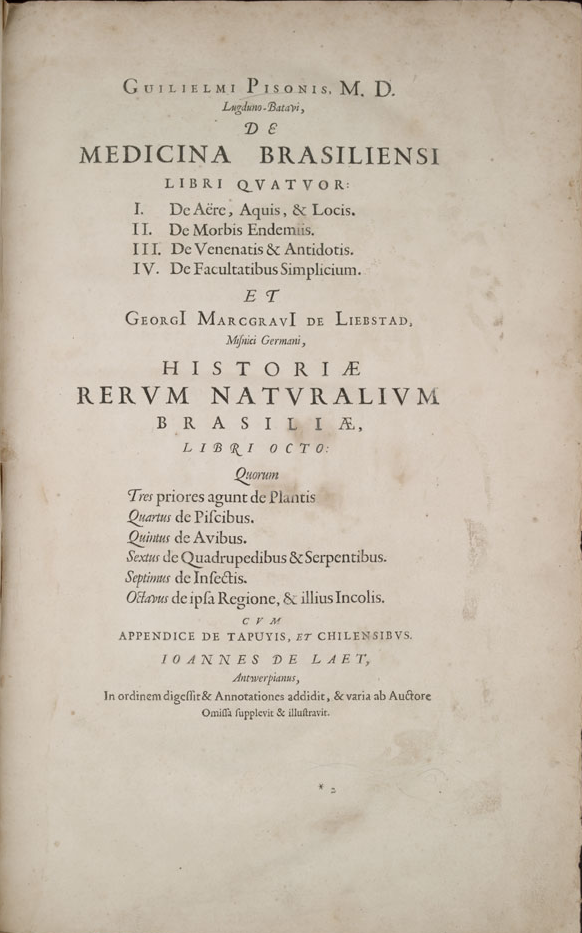
Índice geral da obra, onde se vê as autorias atribuídas a Piso, Marcgraf e Laet.

A obra é dividida em duas partes principais, e ainda conta com um apêndice por João De Laet.
A primeira, de nome De Medicina Brasiliensi, foi da autoria de Guilherme Piso. A subdivisão, em quatro livros, foca os seguintes temas:
1. Do ar, das águas e dos lugares.
2. Das doenças endêmicas.
3. Dos venenos e seus antídotos.
4. Das propriedades dos símplices.

A segunda parte, de nome Historiæ Rerum Naturalium Brasiliæ, é composta por oito livros, de autoria de George Marcgraf. Os livros abordam os seguintes temas:
- 1º, 2º e 3º - botânica
- 4º - peixes
- 5º - pássaros
- 6º - quadrúpedes e serpentes
- 7º - insetos
- 8º - região do Nordeste brasileiro e suas gentes

### Dedicatória
Embora oferecido a Nassau, é ao príncipe Guilherme de Orange, que autorizou a publicação, a quem se dedica a obra. A ele Piso dirige-se:
Vós sois as nossas delícias; guiados pelos vossos maiores, constituímos aquela Província, para onde o ter navegado já foi grande feito; e aqueles mares, que só eram ameaças de ferro e morte, assim os navegaremos, para que não somente nos ela enriqueça, com talentos de ouro e preciosíssimas mercadorias, mas ainda forneça uma sólida subsistência à vida dos nossos corpos.
Nos prolegômenos dirigidos ao leitor, Piso remonta aos trabalhos de seu colega Marcgraf, informando que este colaborara extensamente na observação, nas horas livres, da natureza; Já Gralitzio, matemático, realizara as observações geográficas, astronômicas e de História Natural - tendo ambos já falecido à época da publicação. A História Natural, ou Ciências Naturais, que era como então se chamavam aquelas que têm por objetivo o estudo da natureza em torno do homem, sendo este incluído apenas na condição de animal natural (englobando-se aí a Física, a Química, a Astronomia, a Geologia e a Biologia) também contou com a colaboração de João de Laet, também falecido.
Piso ressalta:
E para que se consagrassem às cinzas do defunto os prémios devidos, quis que a sua obra póstuma não se misturasse, mas se acrescentasse aos meus tratados.

### Livro I - Trata dos ares, das águas e dos lugares do Brasil
O Brasil, por certo a prestantíssima parte de toda a América, considerado de perto, excele principalmente pelo seu agradável e saudável temperamento, a ponto de contender, em justa competição, com a Europa e a Ásia, na clemência dos ares e das águas.
Os elogios à saúde da terra atingem por vezes o imaginário europeu de um ideal que, de outra forma, não justificaria a conquista daquele território e todos os gastos então empreendidos para sua manutenção - fazendo clara alusão a propriedades revigorantes e rejuvenescedoras:
…os habitantes atingem cedo a puberdade e envelhecem tarde; por isso ultrapassam os cem anos, gozando de verde e longeva velhice, não só os brasis como também os próprios europeus…
Noticia a ausência do outono e do primavera, e a ausência de terremotos. Registra a tentativa frustrada da escravização do elemento indígena, e alguns dos seus hábitos - totalmente estranhos e diferentes dos demais povos:
São mui dados à dança e à bebida, e ignoram tempos determinados para comer (…)
O canibalismo é tido como prática corriqueira, e a morte proporcionada aos doentes foi assim registrada, quando falhas todas as mezinhas:
(…)por consenso unânime, como lhe desesperando da saúde, matam-no ferozmente com clavas de madeira, congratulando-se todos com ele e ele consigo mesmo, por lhe ter sido dado morrer virilmente, subtraindo-se assim a todos os sofrimentos. E disto se jactam contentes, mesmo no momento da morte. Com aplauso não menor, que contra o cadáver de um parente, assanham-se contra o do inimigo vencido (…)
Dentre recomendações apropriadas ao clima, como evitar dormir sem antes forrar o estômago, e a ingestão de frutas cítricas, abundantes na terra, fez passar "o provérbio: não entra o médico nas casas em cujo vestíbulo se veem de manhã numerosas cascas de laranjas.".
Fala dos alimentos, do clima, das águas, peixes e outros alimentos, e de como proceder para manter a saúde na sua ingestão, nesta região ainda desconhecida para a maioria dos europeus.

### Livro II - Que trata das moléstias endêmicas e comuns no Brasil

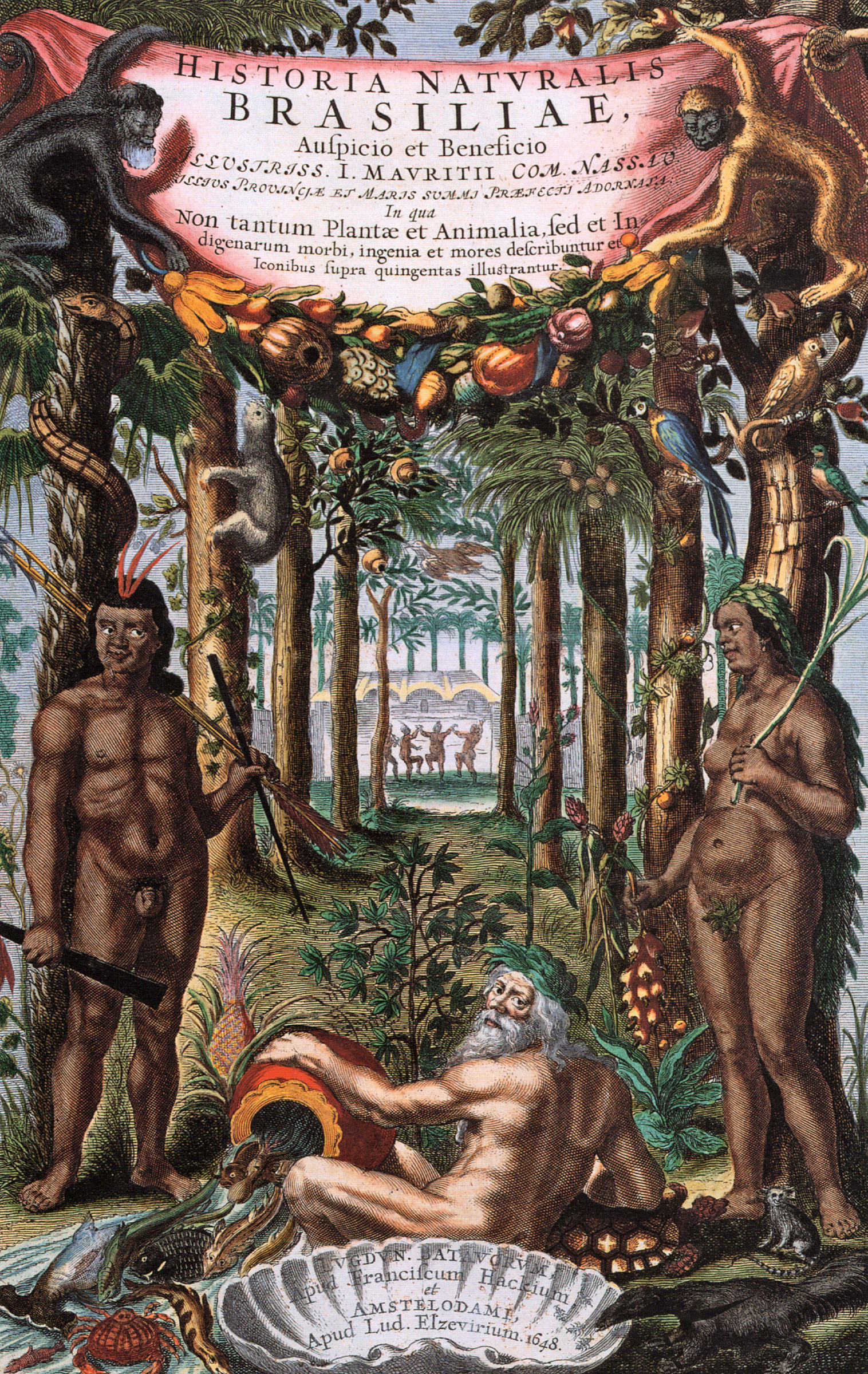
Versão da obra com frontispício colorido.

Principia rendendo-se às artes medicinais dos nativos: "pois, como o devemos confessar, os rudimentos de muitas artes redundaram para nós dos próprios brutos (aos quais a natureza, bondosa mãe, não quis privar sobretudo da arte natural de curar doenças)".
Possui 22 capítulos, que são:
1. Das febres;
2. Das doenças dos olhos;
3. Do espasmo;
4. Do estupor;
5. Dos catarros;
6. Do prolapso da cartilagem mucronada;
7. Das obstruções das vísceras naturais;
8. Da opilação do fígado e do baço;
9. Da hidropisia;
10. Das lombrigas;
11. Dos fluxos do ventre;
12. Do tenesmo;
13. Da cólera;
14. Da disenteria;
15. Do fluxo hepático dos intestinos;
16. Da úlcera e da inflamação do ânus;
17. Das doenças comuns às mulheres e às crianças;
18. Das doenças contagiosas;
19. Do mal venéreo;
20. Das feridas e das úlceras;
21. Das pápulas e da impetigo;
22. Dos males externos.

Cada um desses males são apreciados em sua evolução, reações orgânicas, tratamentos e efeitos. Cumpre observar que o último dos capítulos trata precipuamente de um mal até então exclusivamente brasileiro, o bicho-do-pé (Tunga penetrans), espécie de pulga que ataca "sobretudo e de preferência os que andam descalços e perambulam por lugares arenosos". Fala, ainda, dos marimbondos e dos moscites, espécie de mosquitos que o autor registra ter sido tal feita atacado que "as nossas faces incharam e se encheram de bexigas e rubor, que não pudemos ser reconhecidos dos amigos".

### Livro III - Trata dos venenos e seus antídotos
Principia a parte ilustrada da obra, com nove figuras. Falando dos venenos, Piso registra seu uso como meio de eliminar desafetos - algo que ilustra, curiosamente, como uma das armas com as quais combatia o escravo ao cativeiro, pelo autocídio:
Os escravos, trazidos da África para aqui, quando não conseguiram cumprir o horrível voto de pôr termo à vida dos senhores, não podendo mais padecer o jugo duríssimo da escravidão, da fome e de outros sofrimentos, recorrem a esta única via para a liberdade, a ninguém vedada. Com o veneno que se encontra em toda parte, lançam mãos atrozes contra si próprios, contentes de renunciarem à vida e retribuírem a vindita a senhores severos mais que de justiça.
Analisa a toxicidade da mandioca e outras plantas, e propõe para que a cada substância venenosa, corresponda um antídoto ou contra-veneno. Registra ainda que alguns animais são no Brasil tidos por venenosos, ao passo em que não o eram noutras, como por exemplo os sapos e rãs.
Relaciona diversas espécies de serpentes, de cada uma registrando a nomenclatura pela qual eram conhecidas entre os portugueses e os indígenas, preferindo estas àquelas. É assim, por exemplo, que registra, sobre a jararaca:
Curta, esta serpente raro excede o comprimento de meio côvado (…) Suas picadas venenosas não apresentam menores sintomas que as das demais serpentes, exceptos os de consumirem a vida lenta e sorrateiramente. A própria serpe, depois que infligiu a ferida, extirpando-se-lhe a pele, a cauda, a cabeça e as entranhas, e cozida em água de raiz de Iurupeba, com sal, óleo, alho-porro, endro e temperos semelhantes, é comida pelos que picou, e lhes costuma ser de grande ajuda. Mas convém mais que tudo o Caatia, chamado com razão de "Erva das cobras"; ministrada externa e internamente, facilmente cura as mordidas desta e de outras serpentes(…).

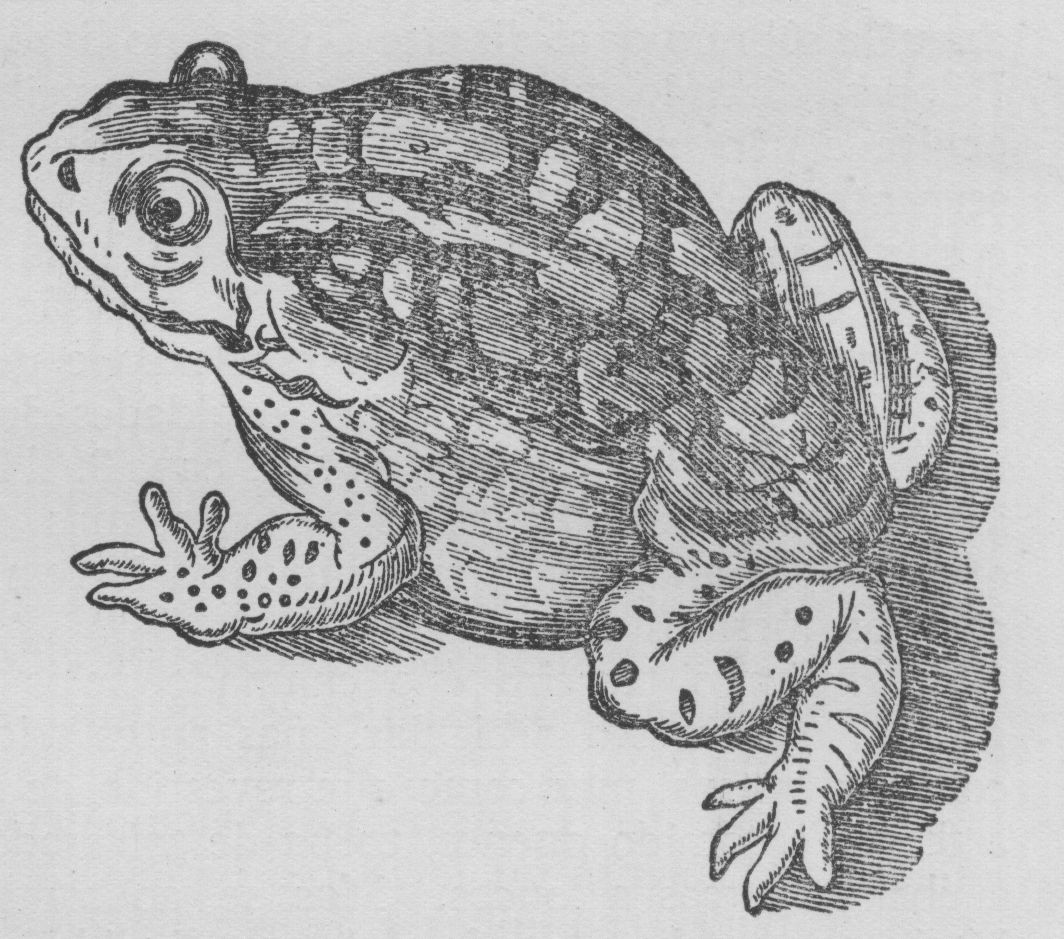
O sapo-cururu, um dos animais mais venenosos, segundo Piso

Curiosa descrição faz da água-viva ou caravela, que chama pelo nome indígena Moucicu, de cujas queimaduras registra ter sido vitimado, curando-a com estrato da castanha de caju.
Entre os animais mais venenosos que registra, está o sapo-cururu (imagem), consignando a crença comum de que o mesmo tem órgãos excretores de veneno:
Entre os venenos dotados de máxima virtude deletéria está o sapo Cururu, monstruoso e intumescido (…) e que inficiona de qualquer modo: ou externamente, pela urina ou pela saliva, o que é muito pior, ingerindo-se-lhe o sangue e sobretudo o fel.
Segundo ele, deste sapo é extraído poderoso veneno ministrado às ocultas pelos "perversíssimos bárbaros".
Trata, enfim, de plantas, peixes e insetos venenosos, bem como de seus possíveis antídotos e tratamentos.

### Livro IV - Que trata das faculdades dos símplices
Também ricamente ilustrada, esta seção da obra é dedicada às culturas propícias às terras brasileiras e, maior riqueza de então, grande destaque dá ao açúcar.
Hoje aqui se vêem muitos engenhos deste gênero, tanto de portugueses quanto de holandeses. Nem há outros produtos desta terra que redundem mais lucros e ganhos para os traficantes. Pois outrora o açúcar de todo o Brasil atingia a um milhão de arrobas, cada ano levado para a Europa e vendido com certíssimo proveito.

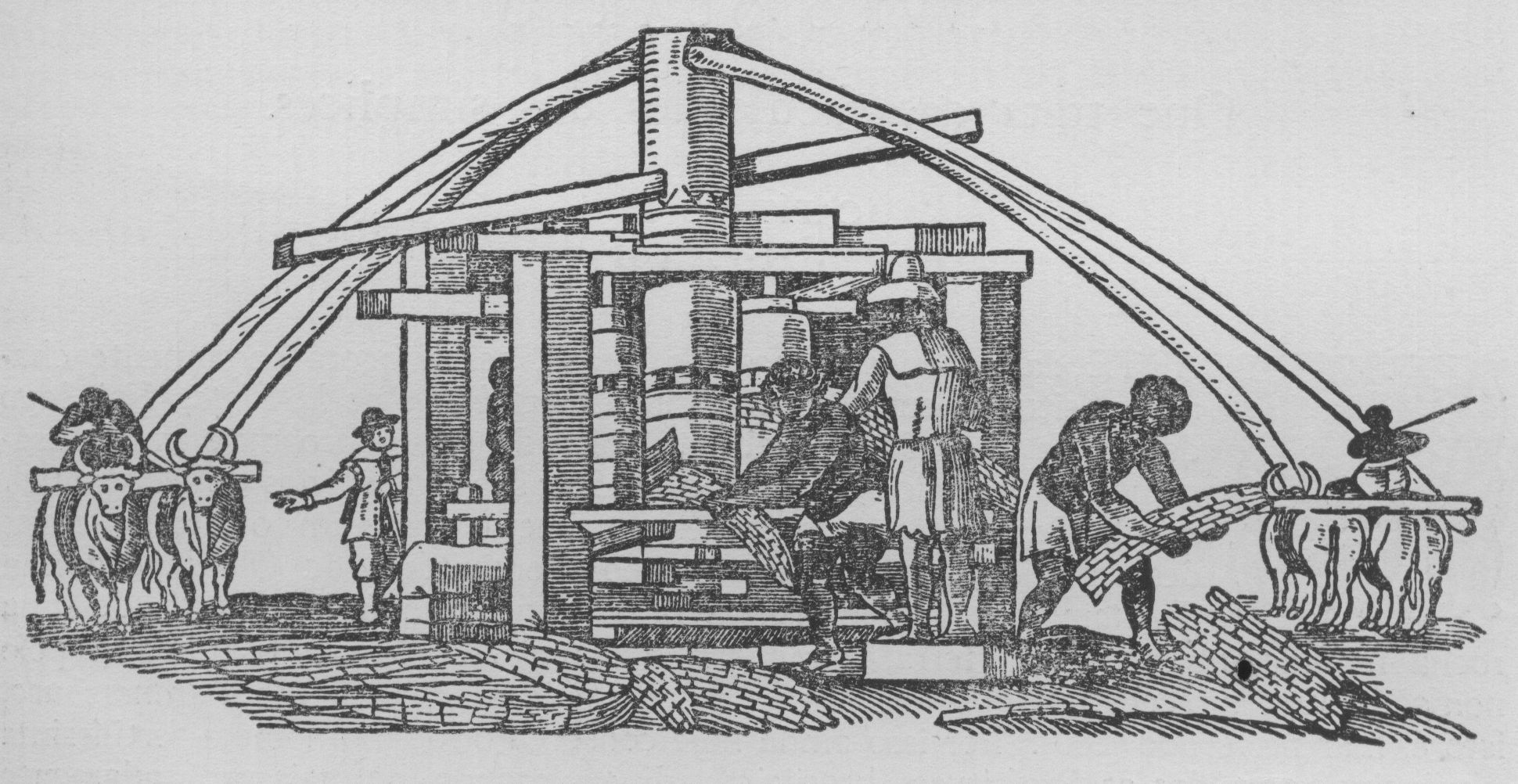
O engenho moendo a cana-de-açúcar

Descreve largamente o cultivo e preparo do açúcar, a partir do caldo da cana.
Esta é a parte mais ampla do livro, contendo ao todo 104 capítulos e 110 figuras. Aprecia todas as principais plantas de uso interessante, algumas com nomenclatura científica da época ou terminologia em língua indígena (algumas consignadas de modo errôneo ou com erros tipográficos): mandioca, mel silvestre (sic), copaíba, cabureíba, acajá, icicariba, ietaíba, palmeiras, aroeira, urucu, umbu, murici, ananás, etc., estão dentre as espécies apreciadas.
Sobre o manacá, por exemplo, registrou que suas raízes têm uso medicinal, embora restrito a pessoas bastante robustas, por seu efeito violento. Mas aprecia sua função ornamental:
Deita flores pequenas, das quais umas ostentam um lustroso azulado, e outras, níveo (o que é tanto mais belo quanto mais raro). Vê-se belamente florida e mui viçosa no mês de janeiro, e, êmula do narciso, rescende toda a floresta com a sua fragrância.

#### Excerto
| Imagem | Texto | |  |  |  |  |  |  |  |
| Imagem | Latim | Português |  |  |  |  |  |  |  |
|        | Post sedulam inquisitionem ad minimum novem species hujus plantae repperi. Quarum septem maxime silvestres, inque saltibus remotioribus nascuntur; ut sunt Murucuja satà, Eté, Mixira, Peroba, Piruna, Ternacuja, Unà: sativis plantis Murucuja, non quidem fructu, sed folio et eximii floris facie et fragrantia similes: excepta unica, quae sola habet folia unita grandia, non crenata, aut in plura divisa, ut Murucuja-guacu, hoc est, granadilla major hortensis. Hanc praeter alias adhuc ejusdem generis plantas, pomisque longe minoribus vidimus, quarum quaedam trifolium, quaedam quinquefolium habebant. Flore ex coeruleo purpurascente, pomisque quantum ad externam faciem similibus, caeterum sapore dissimillimis, quod nonnulla dulcia, quaedam acida erant. Esculenta tamen omnia et palato non ingrata, licet minus ab Incolis expetita, ob frequentiam et nobilitatem duorum istorum in hortis crescentium, quorum frondes jucundissimam umbram praebent, si hederae aut vitium instar huc illuc flectantur, funiumque modo flexibiles et sequaces in fornicis formam ducantur. | Depois de um exame atento, descobri pelo menos nove espécies desta planta. Das quais sete são de todo silvestres e crescem nos bosques afastados; tais o Murucuja satá, Eté, Mixira, Peroba, Piruna, Ternacuja, Unà. Semelhantes às plantas sativas Murucuja, não certo pelo fruto, mas pelas folhas e pelo aspecto e fragrância da soberba flor; excepta uma só, a únita de folhas unidas, grandes, não carenadas, ou divididas em várias, como o Murucuja-gaucu, i. é, granadilha hortense maior. Além desta, vimos ainda outras plantas do mesmo gênero, de frutos muito menores, das quais umas tinham um trifólio, outras um quinquefólio. Flor de um azul purpurescente, frutos semelhantes pelo aspecto externo, mas muito dissemelhantes pelo sabor, pois alguns são doces e outras ácidos. Todos porém comestíveis e não de gosto desagradável, embora menos procurados pelos naturais, por causa da frequência e da superioridade das duas espécies que crescem nas hortas, cujas frondes projetam muito aprazível sombra, se se fizerem tomar direções diversas, a modo da hera ou da vinha, e, sendo flexíveis e dúcteis como cordas, se contornarem em forma de abóboda. |  |  |  |  |  |  |  |
|        | | |  |  |  |  |  |  |  |

## Importância
A obra foi a primeira que descreveu tanto a fauna como a flora brasileiras, sendo referenciada e tendo influenciado trabalhos científicos posteriores, como o Systema Naturae, de Carlos Lineu.